# Mexikanische Badmintonmeisterschaft 1940
Die Mexikanische Badmintonmeisterschaft 1940 fand in Mexiko-Stadt statt. Es war die achte Auflage der nationalen Titelkämpfe von Mexiko im Badminton.	

## Titelträger
| Disziplin    | Sieger                              |
| ------------ | ----------------------------------- |
| Herreneinzel | Ernesto Villareal                   |
| Dameneinzel  | Emilia Gómez Luna                   |
| Herrendoppel | G. Martinez Ernesto Ibarra          |
| Damendoppel  | Norma Voorhauer Emilia Gómez Luna   |
| Mixed        | Ernesto Villareal Emilia Gómez Luna |